# Styrmaskin

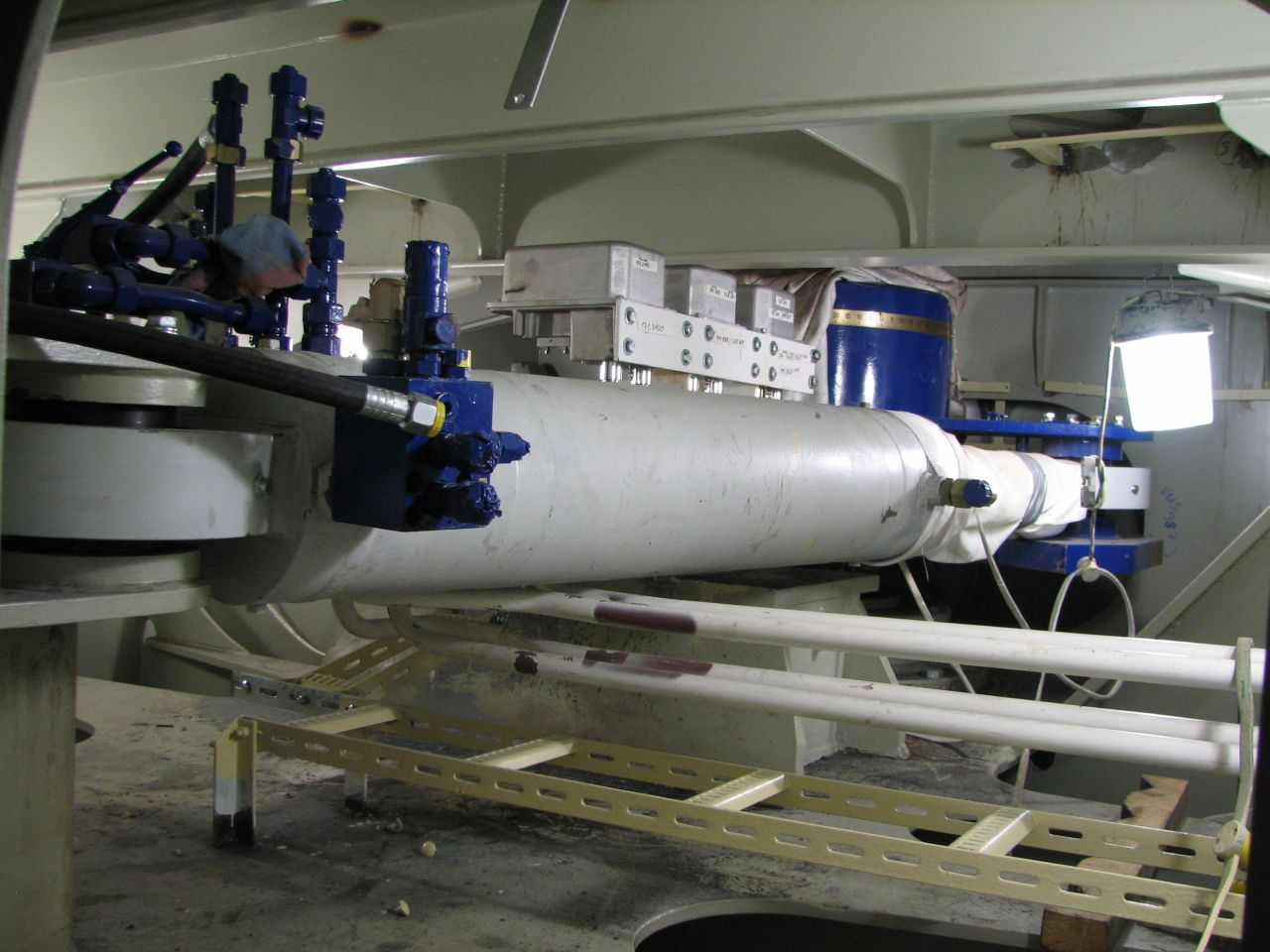
En del av en styrmaskin på ett fartyg.

Styrmaskin är en mekanisk anordning för att åstadkomma servostyrning av rodret på ett fartyg.
Dagens styrmaskiner är i allmänhet hydrauliska. De första styrmaskinerna var dock ångdrivna. Den första styrmaskinen med återkoppling installerades på SS Great Eastern 1866. Äldre och mindre fartyg kan även vara utrustade med en reservstyrmaskin, oftast även vanligt på mindre segel- och motorbåtar.